# Hersilia kinabaluensis
Hersilia kinabaluensis är en spindelart som beskrevs av Baehr 1993. Hersilia kinabaluensis ingår i släktet Hersilia och familjen Hersiliidae. Inga underarter finns listade i Catalogue of Life.